# Johnny Nightmare
Johnny Nightmare — датский музыкальный коллектив, созданный в 2006 году участником легендарной датской сайкобилли-группы Godless Wicked Creeps Томасом Майером (Thomas Mejer, сценический псевдоним — Dax Dragster). Johnny Nightmare успешно впитали наследие Godless Wicked Creeps, играя «классическое» сайкобилли датского формата, с его энергичным и агрессивным звучанием и текстами, полными показного ужаса.

## История
Группа Johnny Nightmare основана в 2006 году — ко времени, когда датская сайкобилли-сцена практически опустела. Nekromantix и The Wrecking Dead уехали в США, а другие звезды, Godless Wicked Creeps, распались в 2002 году.
Бывший участник Godless Wicked Creeps Dax Dragster сменил гитару на контрабас, и так же, как и в прежней группе, остался ведущим вокалистом. Это позволило слушателям тут же сравнить Johnny Nightmare с Nekromantix.
В 2008 году на немецком лейбле Crazy Love Records выпущен дебютный альбом, Here’s Johnny, заслуживший высокие оценки . Команда отправляется в европейский тур, играя Германии, Великобритании, Швеции и Финляндии, в том числе на крупнейших тематических фестивалях вместе с легендами сайкобилли-сцены.

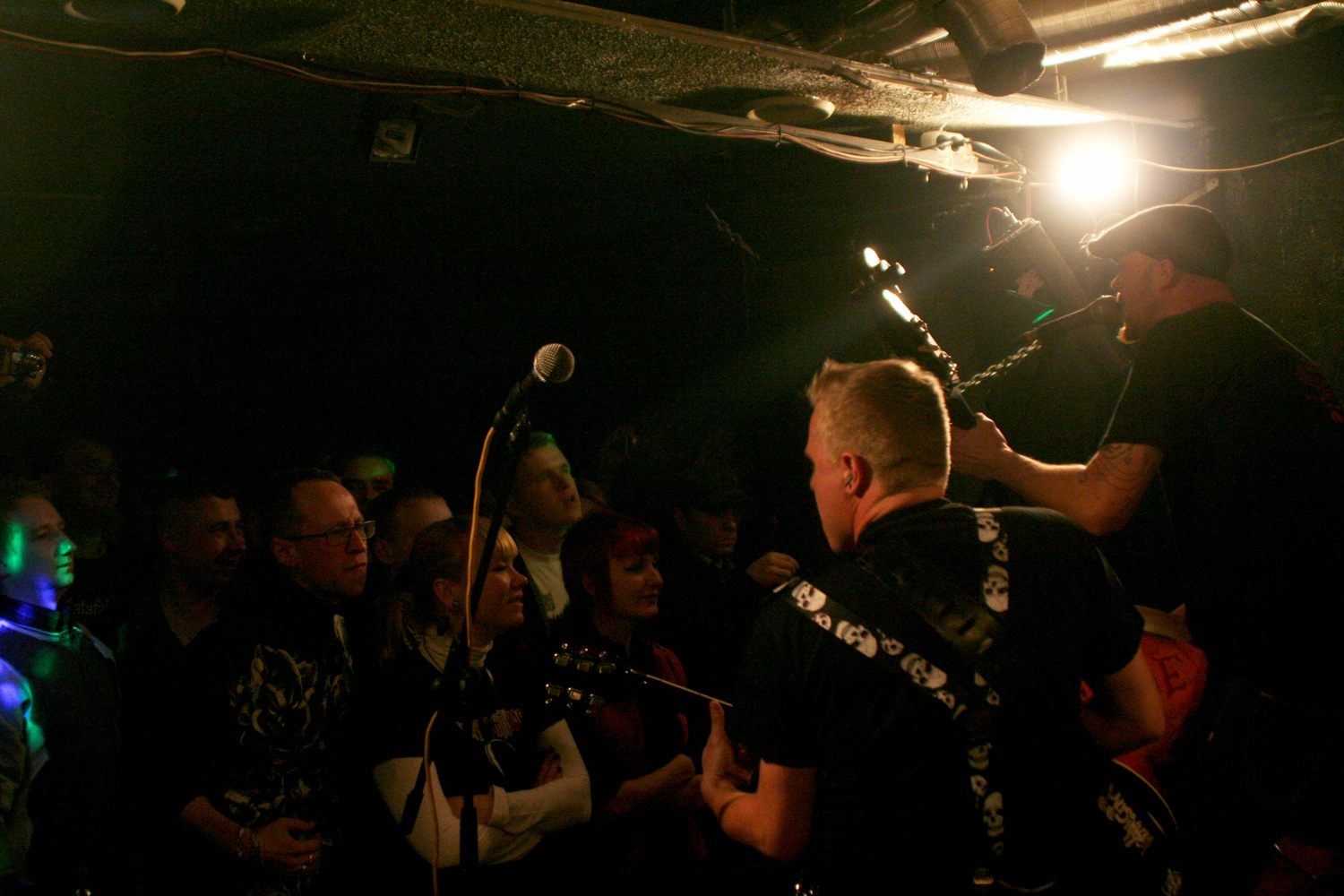
2009, концерт в Санкт-Петербурге, Россия

В конце 2009 года выпущен второй альбом Johnny Nightmare, получивший название Psychobilly Scarecrow, принятый столь же успешно. Критики продолжают отмечать параллель с легендарными Godless Wicked Creeps и соответствие традициям датской сайкобилли-сцены, для которой характерны очень быстрое и энергичное, агрессивное и одновременно мелодичное звучание. При этом Johnny Nightmare вносят в жанр оригинальное и качественное сочетание мелодичного кантри-рока с агрессивными традициями сайкобилли («Johnny» в названии группы отсылает к классике кантри, Джонни Кэшу), а «Nightmare» напоминает обо всех «кошмарах», свойственных сайко-музыке).
Являясь на настоящий момент единственными представителями датского сайкобилли, Johnny Nightmare продолжают выступать в Европе, от Испании и Германии до Финляндии и России, в том числе принимая участие в крупных фестивалях. Новый альбом готовится к выпуску в 2011 году.

## Дискография
- 2008 Here’s Johnny
- 2009 Johnny Vulture at Club Nightmare (split)
- 2009 Psychobilly Scarecrow